# ويليام بيكر (سياسي)
ويليام بيكر (بالإنجليزية: William Baker)‏ هو سياسي أمريكي، ولد في 29 أبريل 1831، وتوفي في 11 فبراير 1910. حزبياً، نشط في حزب الشعب. وقد انتخب عضو مجلس النواب الأمريكي.